# Fabeae
A Fabeae (korábban Vicieae néven is) a pillangósvirágúak (Fabaceae) családján belül a bükkönyformák (Faboideae) alcsaládjának egyik nemzetségcsoportja, melybe az alábbi növénynemzetségek tartoznak:
- lednek (Lathyrus)
- lencse (Lens)
- borsó (Pisum)
- Vavilovia
- bükköny (Vicia)

A Fabeae – más nemzetségcsoportokkal együtt – az úgynevezett IRLC (inverted repeat-lacking clade) kládhoz tartozik. E kládba tartozó növények közös tulajdonsága, hogy kloroplasztiszuk genomjában hiányzik az egyik a legtöbb szárazföldi növényre jellemző két, 25 ezer bázist tartalmazó inverted repeat-ből.